# Maison Unal
La maison Unal est une maison bulle située dans le hameau de Chapias, à Labeaume, dans le département de l'Ardèche, en France.

## Description
De réalisation contemporaine de type maison bulle, elle appartient au courant architecture sculpture analysé par Michel Ragon. La construction a débuté en 1973, maison à la fois achevée et en constante évolution, Joël Unal faisant évoluer sa création en y habitant. Cette maison est située au cœur d'une forêt ; elle est constituée de plusieurs formes arrondies, presque sphériques, imbriquées, posées sans fondation, directement sur le rocher. Architecture sculpture, elle reproduit des formes organiques, bulles semblables à des champignons.
Joël et Claude Unal, ont participé activement à l'élaboration, la construction et à l'évolution de leur maison conçue sur les plans de l'architecte Claude Haüsermann-Costy.
Joël Unal a utilisé une méthode de construction particulière : le voile de béton sans coffrage. Cette technique est celle privilégiée pour les maisons bulles.
Joël Unal est un pionnier de l'autoconstruction (on construit sa maison soi-même, comme on le désire, à sa façon). Soucieux de partager son expérience et sa méthode il rédige Pratique du Voile de Béton en Autoconstruction.

## Localisation
La maison est située près du hameau de Chapias, sur la commune de Labeaume, dans le département français de l'Ardèche.

## Histoire
En 2004, l'édifice obtient le label « Patrimoine du XXe siècle » puis, le 22 avril 2010, est inscrit au titre des monuments historiques. Sont protégés : « La maison, sa piscine, sa terrasse, la salle de bains de Diane et le sol de la parcelle F 175 sur laquelle elles sont situées ». C'est la deuxième maison à coque en voile de béton inscrite en France après celle du Rouréou, dite maison Gaudet due à Antti Lovag à Tourrettes-sur-Loup (Alpes-Maritimes).